# Măgești
Măgești è un comune della Romania di 2 784 abitanti, ubicato nel distretto di Bihor, nella regione storica della Transilvania.
Il comune è formato dall'unione di 7 villaggi: Butan, Cacuciu Nou, Dobricionești, Gălășeni, Josani, Măgești, Ortiteag.